# Jamshedpur FC
Jamshedpur Football Club là một câu lạc bộ bóng đá chuyên nghiệp Ấn Độ có trụ sở tại Jamshedpur, Jharkhand. Câu lạc bộ đã thi đấu như một thành viên của Super League Ấn Độ theo giấy phép từ Liên đoàn bóng đá Ấn Độ (AIFF). Câu lạc bộ được thành lập vào ngày 12 tháng 6 năm 2017, khi Tata Steel giành được quyền đấu thầu cho một trong hai điểm mở rộng tại Super League Ấn Độ.
Câu lạc bộ thuộc sở hữu của Tata Steel, một công ty con của Tập đoàn Tata. Jamshedpur FC là câu lạc bộ đầu tiên tại Super League Ấn Độ có Sân vận động và sân tập riêng. Họ đã sử dụng tốt nghiệp từ Học viện bóng đá Tata (TFA) được thành lập bởi Tata Group.

## Huy hiệu
Biểu trưng hình tròn, có một cái khiên (hình dạng tương tự biểu trưng của Học viện bóng đá Tata) bên trong nó; mô tả điêu khắc một quả bóng đá bằng thép nóng chảy, đề cập đến nguồn gốc Tata Steel của Jamshedpur FC và hành trình bóng đá hàng thập kỷ của Tập đoàn Tata thông qua Học viện bóng đá Tata và nhiều nỗ lực ở cơ sở. Vòng tròn bên ngoài của đỉnh có tên của câu lạc bộ được viết bằng tiếng Anh và các biểu tượng của bộ lạc để vinh danh lịch sử bộ lạc phong phú của bang Jharkhand.

## Kết quả
Tính đến trận đấu diễn ra vào ngày 6 tháng 4 năm 2019
| Mùa      | liên đoàn | Đội | Chức vụ                                              | Siêu cúp Ấn Độ | (Các) cuộc thi của AFC | (Các) cuộc thi của AFC |
| -------- | --------- | --- | ---------------------------------------------------- | -------------- | ---------------------- | ---------------------- |
| 20171818 | ISL       | 10  | Giải đấu - thứ 5 </br> Playoffs - Không đủ điều kiện | Tứ kết         | -                      | -                      |
| 2018     | ISL       | 10  | Giải đấu - thứ 5 </br> Playoffs - Không đủ điều kiện | Tứ kết         | -                      | -                      |

## Nhà sản xuất trang phục và nhà tài trợ áo
| Giai đoạn | Nhà sản xuất trang phục | Nhà tài trợ áo |
| --------- | ----------------------- | -------------- |
| 2017-2018 | NIVIA                   | Tata           |
| 2018-nay  | NIVIA                   | Tata Steel     |

Vào năm 2017, Jamshedpur đã ký một thỏa thuận với Nivia Sports với tư cách là nhà tài trợ bộ chính thức của họ từ mùa giải 2017-18. Nivia Sports là nhà tài trợ chính thức cho Jamshedpur FC.

## Sân vận động

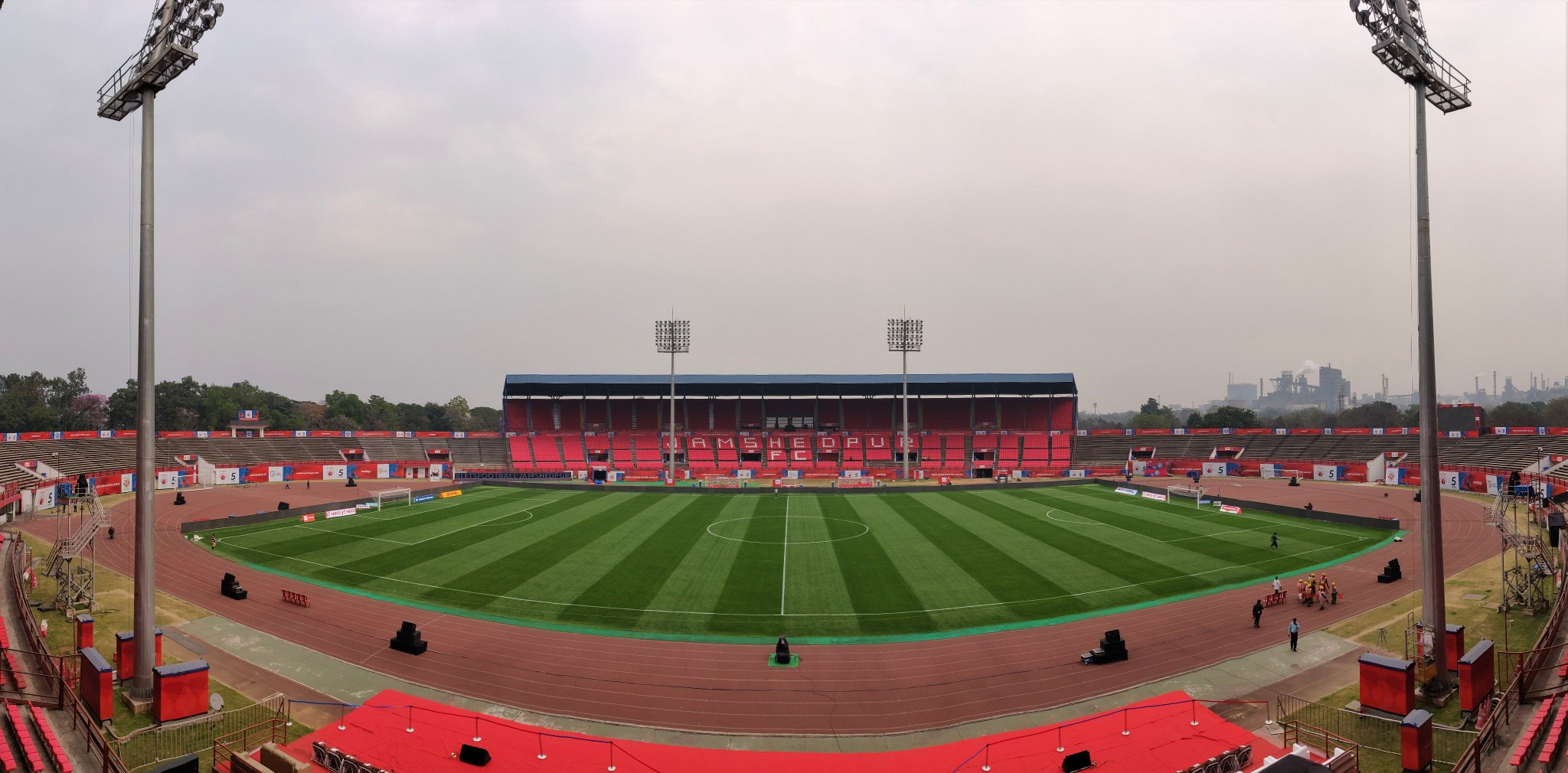
Khu liên hợp thể thao JRD Tata

Jamshedpur FC thi đấu trên sân nhà Khu liên hợp thể thao JRD Tata. Sân vận động ban đầu được xây dựng vào năm 1991, với sức chứa 60.000 khán giả. Sân vận động được đặt theo tên của cựu chủ tịch của "Tập đoàn Tata" JRD Tata.

## Người ủng hộ
Câu lạc bộ đã nhanh chóng xây dựng danh tiếng cho một trong những người hâm mộ có tiếng nói nhất ở Ấn Độ. Những người hâm mộ được chính thức gọi là The Red Miners. Các cầu thủ và huấn luyện viên thường thừa nhận sự ủng hộ của người hâm mộ trong thành công bằng cách gọi họ là Người đàn ông thứ 12.

## Cầu thủ

### Đội hình hiện tại
Tính đến ngày 12 tháng 4 năm 2019 
| No. |       | Position | Player             |
| --- | ----- | -------- | ------------------ |
| 1   | India | GK       | Subrata Paul       |
| 3   | India | DF       | Raju Gaikwad       |
| 4   | Spain | DF       | Tiri (captain)     |
| 5   | India | DF       | Pratik Chaudhari   |
| 8   | India | MF       | Malsawmzuala       |
| 11  | India | FW       | Farukh Choudhary   |
| 12  | India | FW       | Sumeet Passi       |
| 13  | India | GK       | Rafique Ali Sardar |
| 14  | India | DF       | Joyner Lourenco    |
| 15  | India | MF       | Mobashir Rahman    |
| 16  | India | DF       | Robin Gurung       |

| No. |        | Position | Player                     |
| --- | ------ | -------- | -------------------------- |
| 19  | Spain  | MF       | Carlos Calvo (3rd captain) |
| 20  | India  | DF       | Keegan Pereira             |
| 21  | India  | MF       | Bikash Jairu               |
| 22  | Brazil | MF       | Memo (Vice-captain)        |
| 25  | India  | DF       | Dhanachandra Singh         |
| 26  | India  | DF       | Yumnam Raju                |
| 27  | India  | DF       | Karan Amin                 |
| 29  | India  | GK       | Subhasish Roy Chowdhury    |
| 31  | India  | DF       | Augustin Fernandes         |
| –   | Spain  | FW       | Francisco Medina Luna      |
| –   | Spain  | MF       | Noé Acosta                 |

## Nhân viên không thi đấu

### Hệ thống phân cấp doanh nghiệp

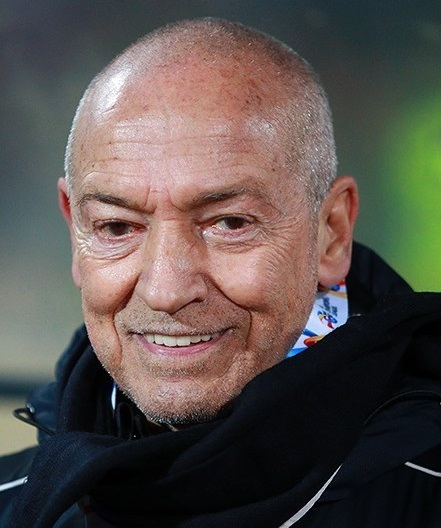
Huấn luyện viên trưởng Jamshedpur FC

| Chức vụ                                       | Tên                                |
| --------------------------------------------- | ---------------------------------- |
| chủ tịch                                      | liên_kết=\|viền Sunil Bhaskaran    |
| CEO                                           | liên_kết=\|viền Mukul Choudhari    |
| Trưởng phòng - Tiếp thị & Vận hành            | liên_kết=\|viền Godbole prashant   |
| Quản lý cấp cao - Truyền thông & Truyền thông | liên_kết=\|viền Souptikk Daas      |
| Quản lý cấp cao - Marketing & Vận hành        | liên_kết=\|viền Raja Bhattacharjee |
| Quản lý đội                                   | liên_kết=\|viền Rohit Kr Singh     |

### Phân cấp quản lý
| Chức vụ                 | Tên                                          |
| ----------------------- | -------------------------------------------- |
| Giám đốc                | liên_kết=\|viền Jesualdo Ferreira            |
| Trợ lí huấn luyện viên  | liên_kết=\|viền Guillermo Fernandez Gonzalez |
| Huấn luyện viên thủ môn | liên_kết=\|viền Ezequiel Gomez Leon          |
| Giám đốc kĩ thuật       | liên_kết=\|viền Julián Villar Aragón         |

### Huấn luyện viên đáng chú ý
Tính đến ngày 6 tháng 4 năm 2019

## Cơ sở đào tạo
Cơ sở JFC (còn được gọi là "Flatlet") là trung tâm đào tạo và thư giãn cho Jamshedpur FC, nằm ở Kadma, Jamshedpur. Bên cạnh trường tổng hợp trong nhà có kích thước 16 x 109,2 mét, tòa nhà còn có thiết bị phòng tập thể dục, hồ bơi và phòng tắm băng. Dự án phù hợp với tầm nhìn của Chủ tịch JFC Sunil Bhaskaran, người muốn có thiết bị đào tạo cấp quốc tế cho các cầu thủ. Sau khi kế hoạch thiết kế của nó được phê duyệt vào tháng 4 năm 2018, lễ khởi công của đấu trường đào tạo mọi thời tiết đã được tổ chức vào ngày 9 tháng 11 năm 2018, với sự tham dự của Sunil Bhaskaran.

## Đội phát triển
Tính đến ngày 19 tháng 4 năm 2019
Đầu năm 2017, AIFF đã chấp thuận đơn đăng ký của Tata FA và đăng ký chính thức tất cả các đội của câu lạc bộ vào Jamshedpur FC.
- Dự bị JFC

(Giải hạng 2 I-League)
- JFC U-18 [Đội hình U-18]

(Giải vô địch ưu tú Ấn Độ)
- JFC U-15 [Đội hình U-15]

(Giải vô địch thiếu niên Ấn Độ)
- JFC U-13 [Đội hình U-13]

(Liên đoàn thiếu niên Ấn Độ)

## Thành tích
- Thủ môn của Jamshedpur FC chỉ giành được một giải thưởng Găng tay vàng với Subrata Paul.

## Tài trợ
Sau đây là các nhà tài trợ của JFC (được đặt tên là "Đối tác của JFC"):
Nhà tài trợ chính
- Tata

Nhà tài trợ chính thức
- Thép Tata
- Tata Motors
- TCS
- Tata Trust
- AirAsia
- Paytm
- Amazon.in
- Nivia